# Сазерленд, Томас
Сэр Томас Сазерленд (1834, Абердин — 1 января 1922, Лондон) — британский предприниматель и политик шотландского происхождения, рыцарь Большого Креста ордена Святого Михаила и Святого Георгия, основатель гонконгского банка The Hongkong and Shanghai Banking Corporation (сегодня он известен как британская финансовая группа HSBC), член Законодательного совета Гонконга, многолетний руководитель судоходной компании Peninsular and Oriental Steam Navigation, член совета директоров Суэцкого канала и член Палаты общин Великобритании.

## Семья и начало карьеры
Томас Сазерленд родился в 1834 году в Абердине в небогатой, но знатной семье. Его отец Роберт Сазерленд много путешествовал и умер вскоре после рождения сына. Воспитанием мальчика занимался его дед Томас Уэбстер (отец матери Кристиан Уэбстер), владевший в Абердине мастерской по производству бочек и цехом по засолке рыбы. После окончания школы Томаса послали в Абердинский университет учиться на священнослужителя, но через год дед устроил его на практику в один из местных торговых домов.
Родной дядя Томаса жил в Америке, где занимался операциями на бирже и торговал недвижимостью. Когда Томасу исполнилось 17 лет, родственники намеревались отправить его помощником к дяде, но тот разорился, после чего юноша переехал в Лондон. По просьбе матери коммерсант Джеймс Аллен устроил Томаса младшим клерком в лондонский офис крупнейшей судоходной компании P&O. После двух лет успешной карьеры Сазерленда отправили сначала в Бомбей, а затем перевели в Гонконг.

## Деятельность в Гонконге
В 1853 году Томас Сазерленд занял пост представителя P&O в Гонконге, а уже через два года он управлял всеми операциями компании в Китае и Японии. Сазерленд много путешествовал, встречался с разными людьми и активно лоббировал интересы P&O. Он собирал и анализировал информацию о конкурентах и потенциальных партнёрах, заводил нужные связи среди губернаторов, купцов и даже офицеров британского флота, при его участии было открыто регулярное сообщение между Гонконгом и Японией.
В 1863 году в результате объединения «доков Купера», располагавшихся в Хуанпу (Гуанчжоу), и «доков Лапрейка», построенных в 1857 году в гонконгском Абердине, была образована компания Hong Kong and Whampoa Dock, которую возглавил Сазерленд. Благодаря обширным связям среди политиков и военных Сазерленд получил прибыльный контракт на ремонт британских военных кораблей в этих доках, а вскоре превратился во влиятельного судостроительного магната Дальнего Востока.
Довольно быстро Томас Сазерленд выбился в число самых влиятельных и уважаемых предпринимателей британского Гонконга. В 1864 году губернатор колонии Геркулес Робинсон назначил его одним из трёх членов Законодательного совета Гонконга. 

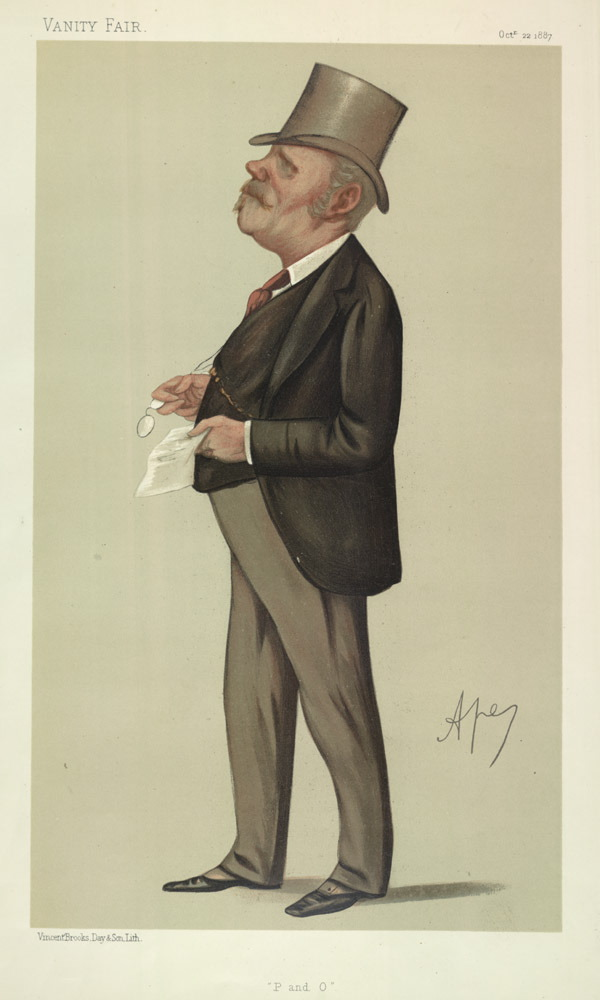
Карикатура на Сазерленда в журнале Vanity Fair. 1887 год

Весной 1865 году Сазерленд решил покончить с зависимостью компаний Гонконга от медлительных лондонских и индийских банков. Он провёл переговоры с руководителями всех крупнейших торговых домов колонии и в марте основал The Hongkong and Shanghai Banking Corporation (через месяц открылось шанхайское отделение банка). Сазерленд занял пост первого вице-президента HSBC и непосредственно руководил процессом становления банка (именно при нём отделения HSBC появились в крупнейших портах китайского побережья).

## Возвращение в Британию
В 1866 году Томас Сазерленд уехал в Шанхай, а в 1867 году вернулся в Лондон и продолжил карьеру в Peninsular and Oriental Steam Navigation Company. Он вошёл в совет директоров компании, где ему поручили проведение реформ и реорганизаций. В 1872 году Сазерленд стал управляющим директором P&O и фактически спас компанию от банкротства после открытия Суэцкого канала, когда буквально за несколько лет стоимость грузоперевозок между портами Европы и Азии упала в десять раз. Опираясь на доскональное знание азиатских рынков, он разработал и внедрил новую стратегию бизнеса, которая помогла P&O выжить в сложившихся условиях.
В 1881 году Сазерленд занял пост председателя совета директоров P&O и возглавил борьбу европейских судовладельцев с администрацией Суэцкого канала, находившейся под значительным влиянием Франции. Как глава крупнейшего клиента канала, Сазерленд потребовал снизить тарифы и улучшить навигацию, из-за которой простаивали суда, а судовладельцы терпели огромные убытки. К информационной атаке на чиновников Сазерленд привлёк самую влиятельную британскую газету The Times. После того, как акции канала упали в цене, администрация стала сговорчивее и решила удовлетворить требования судовладельцев.

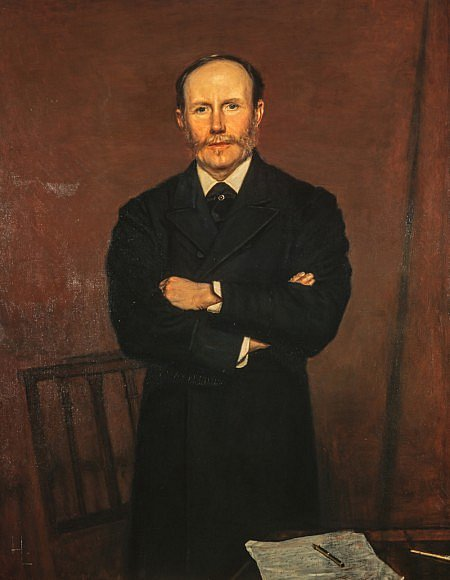
Портрет Сазерленда кисти Джона Лоримера. 1882 год

Специально для встречи с Сазерлендом в Лондон прибыл Фердинанд де Лессепс. После продолжительных переговоров судоходные компании добились приемлемых для себя условий эксплуатации Суэцкого канала, акции которого после мировой подорожали вдвое. Сазерленд вошёл в состав совета директоров канала, где представлял интересы объединения крупнейших британских пароходных компаний.
В 1884 году Сазерленд стал членом Палаты общин Великобритании от Гринока, где заседал с коротким перерывом до 1900 года (был членом Либеральной партии). Кроме того, он занимал различные государственные и коммерческие посты, например, входил в состав Королевской комиссии по решению финансовых вопросов между Соединённым Королевством и Ирландией и Комиссии по грузовым перевозкам, был директором London City and Midland Bank (в 1992 году был поглощён HSBC) и Bank of Australasia, председателем страхового общества Marine and General Assurance. В 1891 году Томас Сазерленд был удостоен рыцарского титула.
В 1912 году по состоянию здоровья Сазерленд покинул руководящий пост в судоходной компании P&O. Несмотря на почти полную потерю слуха, Сазерленд регулярно навещал своих друзей в Париже. В 1920 году умерла его супруга Элис Сазерленд (в девичестве Макнут), на которой Томас женился в 1880 году и от которой имел двоих сыновей (оба погибли на полях сражений — один в Южной Африке, второй во время Первой мировой войны). Сам Томас Сазерленд умер в Лондоне в 1922 году в возрасте 87 лет.

## Память
В честь Томаса Сазерленда названа улица Сазерленд-стрит в гонконгском районе Сёнвань.